# Ishøj Strand Station
|  | Fremtidig bygning Denne artikel omhandler en bygning, der er under opførelse. Det er derfor muligt, at indholdet er af spekulativ natur, og ligeledes, at indholdet kan ændre sig markant efterhånden som flere oplysninger bliver tilgængelige. |

Ishøj Strand Station (Arken) er en kommende letbanestation på Hovedstadens Letbane i Ishøj Kommune. Stationen kommer til at ligge langs den nordlige side af Ishøj Strandvej, omtrent hvor det nuværende busstoppested Strandparkstien for buslinje 300S er placeret. Den kommer til at bestå af to spor med hver sin perron. Stationen forventes at åbne sammen med den første del af letbanen i efteråret 2025.
På trods af navnet kommer stationen hverken til at ligge ved stranden eller kunstmuseet Arken. Det bliver dog muligt at gå de ca. 2 km dertil fra stationen ad Strandparkstien.